# The Den
The Den (autrefois The New Den) est un stade situé à Londres, Angleterre, où réside le Millwall Football Club. Composé de quatre tribunes, sa capacité est de 20 146 spectateurs. 
Il tient son nom de l'ancien stade de Millwall FC, également nommé The Den et que l'on appelle maintenant The Old Den.